# Žitavany
Žitavany (Hongaars: Zsitvaapáti) is een Slowaakse gemeente in de regio Nitra, en maakt deel uit van het district Zlaté Moravce.
Žitavany telt 1.949 inwoners.

## Geboren
- Géza Polónyi (1848-1929), Hongaars minister